# Герб Миколаївського району
Герб Микола́ївського райо́ну — офіційний символ Миколаївського району Миколаївської області затверджений 31 травня 2012 року рішенням № 20 ХІV сесії районної ради 6 скликання. Автор герба — Ігор Дмитрович Янушкевич.

## Опис та символіка
Герб Миколаївського району являє собою геральдичний щит, прямокутної форми із закругленням внизу, перетятий срібною хвилястою балкою та напіврозтятий у нижній частині.
У центрі верхнього синього поля розміщена архієрейська митра на двох перехрещених посохах золотого кольору — символ небесного покровителя м. Миколаєва, Миколаївської області, Миколаївського району Святого Миколи.
Пояс щита — хвиляста балка срібного кольору (водні ресурси району).
У правій частині на золотому полі (символ величі та багатства) розташована антична амфора червоного кольору (історична спадщина краю) на яку накладене золоте ґроно винограду із зеленою гілкою та листям (символ виноградарства та виноробства).
У лівій частині на зеленому полі (символ достатку) два пшеничні колоси золотистого кольору — головна сільськогосподарська культура району.
Геральдичний щит вписаний в декоративний бароковий картуш золотого кольору на якому внизу розташовані лаврові гілки і стрічка (героїчне минуле).
Щит увінчаний стилізованою золотою короною, складеною з пшеничних колосків та грон винограду з листям (символізують основні галузі сільськогосподарського виробництва), які опираються на основу із срібної мурованої кладки з бланками (зубцями) (символ промисловості району — виробництва цегли та цементу). Даний вид картуша широко використовується в геральдиці України.

## Герб квітня-травня 2012 року

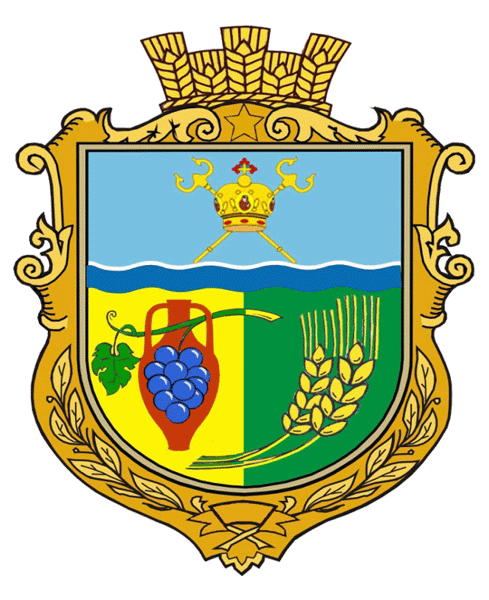
Герб квітня-травня 2012 року

Даний герб затверджений був 13 квітня 2012 року рішенням сесії районної ради. Щит перетятий шиповидно и напіврозтятий. На першій синій частині золоті архієрейські жезл та посох в косий хрест, на які покладена золота митра, під ними — срібна нитяна шиповидна балка. На другому золотому полі червона амфора, на якій синє гроно винограду із зеленим листком. На другому і третьому зеленому полях два увігнутих розтятих зеленим і золотим колоски. Щит обрамований золотим декоративним картушем та увінчаний територіальною короною.